# Holotrichia yamayai
Holotrichia yamayai är en skalbaggsart som beskrevs av Miyake och Yamaguchi 1998. Holotrichia yamayai ingår i släktet Holotrichia och familjen Melolonthidae. Inga underarter finns listade i Catalogue of Life.